# 開福区政府駅
開福区政府駅（かいふくくせいふえき）は、中華人民共和国湖南省長沙市開福区にある1号線の駅である。

## 駅構造
- 島式ホーム1面

## 駅周辺
- 開福区政府
- 1号出入口：湘江世紀城
- 2号出入口：長沙汽車北站
- 3号出入口：預留
- 4号出入口：81号足球公園